# Призраци (Старгейт)
Призраци (на английски: Wraith) са раса от генно променени хора във вселената на научнофантастичен сериал Старгейт Атлантис. В древността според историята в сериала - когато Древните (оригиналните обитатели на Атлантида) колонизирали планетите от галактиката Пегас, те попаднали на една планета населявана от насекомо наречено – „Аретинска буболечка“. Тя притежавала качеството да създава симбиоза с организма, който нападне. Така постепенно обитателите на тази планета се превърнали в Призраците. Те са хуманоиди отличаващи се с голяма сила и мощ, с невероятни способности за регенерация и многократно по-дълъг от човешкия живот. Тези техни способности се дължат на начина им на хранене, а именно изсмукване на жизнената енергия на обикновените хора посредством орган намиращ се на дланта на Призрака.
Призраците са също така и високо технологично развита раса. Преди хиляди години във Вселената на сериала те са водили опустошителна война с Древните и са ги победили като са поробили почти цялата галактика Пегас и са използвали човешките колонии за свои „Ловни полета“.
Скоро обаче поради прекомерната им жажда за човешка жизнена енергия броя на хората намалял драстично и Призраците нямало с какво да се хранят. За да не умрат те изпаднали в хибернация докато човешкия род възстанови популацията си.
Хората били сразени напълно – технологията почти напълно забравена, а обществата, които оцелели върнати на ниво Земно средновековие. Такова било положението заварено от експедицията до Атлантида изпратена от Старгейт командването. Още със събуждането на града в недрата на Океана съвременните хора от Земята събудили призраците при една от техните експедиции за намиране на източник на енергия (ZPM), който да захрани Атлантида. Тяхното събуждане води довежда до нов терор на човеците в галактиката Пегас и открита конфронтация със Земята и Старгейт командването.